# Bennettisca agron
Bennettisca agron is een vliesvleugelig insect uit de familie van de Encyrtidae. De wetenschappelijke naam is voor het eerst geldig gepubliceerd in 2004 door John Noyes.